# Let's Make Love
Let’s Make Love is een Amerikaanse filmkomedie uit 1960 met Yves Montand in de hoofdrol, onder regie van George Cukor. De film is een van de klassieke films van Marilyn Monroe, met korte optredens van Bing Crosby en Gene Kelly.

## Verhaal
Miljonair Jean-Marc Clement ontdekt dat hij belachelijk gemaakt zal worden in een toneelvoorstelling. Hij bezoekt de voorstelling en maakt er kennis met zangeres Ramona Dell. De regisseur denkt dat Jean-Marc naar de schouwburg is gekomen om audities te doen voor de rol van Jean-Marc Clement. Vanwege zijn „verbluffende gelijkenis” met de miljonair wordt hem de rol aangeboden. Jean-Marc speelt het spelletje mee.

## Rolverdeling
| Acteur             | Personage         |
| ------------------ | ----------------- |
| Marilyn Monroe     | Amanda Dell       |
| Yves Montand       | Jean-Marc Clement |
| Tony Randall       | Alexander Coffman |
| Frankie Vaughan    | Tony Danton       |
| Wilfrid Hyde-White | George Welch      |
| David Burns        | Oliver Burton     |
| Michael David      | Dave Kerry        |
| Mara Lynn          | Lily Nyles        |
| Dennis King jr.    | Abe Miller        |
| Joe Besser         | Charlie Lamont    |